# آنا بيرغمان
آنا بيرغمان (بالسويدية: Anna Bergman)‏ (و. 1948 – م) هي ممثلة، وممثلة أفلام، من السويد، ولدت في غوتنبرغ، وستوكهولم.

## وصلات خارجية
- آنا بيرغمان على موقع IMDb (الإنجليزية)
- آنا بيرغمان على موقع ألو سيني (الفرنسية)
- آنا بيرغمان على موقع أول موفي (الإنجليزية)
- آنا بيرغمان على موقع قاعدة بيانات الأفلام السويدية (السويدية)
- آنا بيرغمان على موقع قاعدة بيانات الفيلم (الإنجليزية)
- آنا بيرغمان على موقع كينوبويسك (الروسية)